# Rabobank Development Team/Saison 2014
Dieser Artikel listet Erfolge und Fahrer des Radsportteams Rabobank Development Team in der Saison 2014 auf.

## Erfolge in der UCI Europe Tour
In den Rennen der Saison 2014 der UCI Europe Tour gelangen die nachstehenden Erfolge.
| Datum              | Rennen                                       | Kat. | Sieger            |
| ------------------ | -------------------------------------------- | ---- | ----------------- |
| 8. März            | Ster van Zwolle                              | 1.2  | Bert-Jan Lindeman |
| 4. April           | 1. Etappe Le Triptyque des Monts et Châteaux | 2.2  | André Looij       |
| 30. April          | 6. Etappe Tour de Bretagne                   | 2.2  | André Looij       |
| 25. April – 1. Mai | Gesamtwertung Tour de Bretagne               | 2.2  | Bert-Jan Lindeman |
| 1. Juni            | Paris-Roubaix Espoirs                        | 1.2U | Mike Teunissen    |
| 3. August          | 2. Etappe Kreiz Breizh Elites                | 2.2  | André Looij       |
| 3. August          | 3. Etappe Kreiz Breizh Elites                | 2.2  | Timo Roosen       |
| 4. August          | 4. Etappe Kreiz Breizh Elites                | 2.2  | Stan Godrie       |
| 15. August         | 3. Etappe Tour de l’Ain                      | 2.1  | Bert-Jan Lindeman |
| 12.–16. August     | Gesamtwertung Tour de l’Ain                  | 2.1  | Bert-Jan Lindeman |
| 21. September      | Baronie Breda Classic                        | 1.2  | Mike Teunissen    |
| 12. Oktober        | Paris–Tours (U23)                            | 1.2U | Mike Teunissen    |

## Erfolge beim Cyclocross
In den Rennen der Saison 2013/14 der Cyclocross Tour gelangen die nachstehenden Erfolge.
| Datum        | Rennen                                                         | Fahrer            |
| ------------ | -------------------------------------------------------------- | ----------------- |
| 6. Oktober   | Crossquer Dielsdorf, Dielsdorf                                 | Lars van der Haar |
| 21. Oktober  | UCI-Weltcup, Valkenburg                                        | Lars van der Haar |
| 26. Oktober  | UCI-Weltcup, Tábor                                             | Lars van der Haar |
| 3. November  | Superprestige Zonhoven, Zonhoven (U23)                         | Mike Teunissen    |
| 26. Dezember | UCI-Weltcup, Heusden-Zolder                                    | Lars van der Haar |
| 2. Januar    | Internationale Centrumcross van Surhuisterveen, Surhuisterveen | Lars van der Haar |
| 12. Januar   | Niederländische Meisterschaft, Gieten                          | Lars van der Haar |

## Abgänge – Zugänge
| Zugänge                       | Team 2013       | Abgänge                        | Team 2014                        |
| ----------------------------- | --------------- | ------------------------------ | -------------------------------- |
| Bert-Jan Lindeman             | Vacansoleil-DCM | Nick van der Lijke             | Belkin-Pro Cycling Team          |
| Cees Bol                      | Neoprofi        | Rick Zabel                     | BMC Racing Team                  |
| Martijn Budding               | Neoprofi        | Dylan van Baarle               | Garmin Sharp                     |
| Floris Gerts                  | Neoprofi        | Daan Olivier                   | Team Giant-Shimano               |
| Piotr Havik                   | Neoprofi        | Marco Minnaard                 | Wanty-Groupe Gobert              |
| Nino Honigh                   | Neoprofi        | Ruben Zepuntke                 | Bissell Cycling                  |
| André Looij                   | Neoprofi        | Jasper Bovenhuis               | Koga Cycling Team                |
| Jeroen Meijers                | Neoprofi        | Gert-Jan Bosman                | Parkhotel Valkenburg Continental |
| Sam Oomen                     | Neoprofi        | Niels Wubben                   | Telenet-Fidea                    |
| Timo Roosen                   | Neoprofi        | Lars van der Haar (bis 28.02.) | Development Team Giant-Shimano   |
| Joris Nieuwenhuis (ab 01.10.) | Neoprofi        |                                |                                  |
| Sieben Wouters (ab 01.10.)    | Neoprofi        |                                |                                  |

## Mannschaft
| Name                 | Geburtstag           | Nationalität |              |
| -------------------- | -------------------- | ------------ | ------------ |
| Cees Bol             | 27. Juli 1995        | Niederlande  |              |
| Martijn Budding      | 31. August 1995      | Niederlande  |              |
| Emiel Dolfsma        | 11. Juli 1992        | Niederlande  |              |
| Ricardo van Dongen   | 18. Juni 1994        | Niederlande  |              |
| Etienne van Empel    | 14. April 1994       | Niederlande  |              |
| Floris Gerts         | 3. Mai 1992          | Niederlande  |              |
| Stan Godrie          | 9. Januar 1993       | Niederlande  |              |
| Piotr Havik          | 7. Juli 1994         | Niederlande  |              |
| Lennard Hofstede     | 29. Dezember 1994    | Niederlande  |              |
| Nino Honigh          | 7. Januar 1995       | Niederlande  |              |
| Merijn Korevaar      | 7. Mai 1994          | Niederlande  |              |
| Bert-Jan Lindeman    | 16. Juni 1989        | Niederlande  |              |
| André Looij          | 25. Mai 1995         | Niederlande  |              |
| Jeroen Meijers       | 12. Januar 1993      | Niederlande  |              |
| Joris Nieuwenhuis *  | 11. Februar 1996     | Niederlande  |              |
| Sam Oomen            | 15. August 1995      | Niederlande  |              |
| Timo Roosen          | 11. Januar 1993      | Niederlande  |              |
| Ivar Slik            | 27. Mai 1993         | Niederlande  |              |
| Mike Teunissen       | 25. August 1992      | Niederlande  |              |
| Maarten van Trijp    | 6. Oktober 1993      | Niederlande  |              |
| Martijn Tusveld      | 9. September 1993    | Niederlande  |              |
| Sieben Wouters *     | 23. Juni 1996        | Niederlande  |              |
| Stagiaires           | Stagiaires           | Nationalität | Nationalität |
| Derk Abel Beckeringh | Derk Abel Beckeringh | Niederlande  |              |

* Joris Nieuwenhuis und Sieben Wouters wurden bei der UCI nicht als Fahrer des Teams registriert.